# Pumilocytheridea pseudoguardensis
Pumilocytheridea pseudoguardensis is een mosselkreeftjessoort uit de familie van de Cytherideidae. De wetenschappelijke naam van de soort is voor het eerst geldig gepubliceerd in 1967 door McKenzie & Swain.